# Die katholischen Missionen
Die Zeitschrift Die katholischen Missionen (KM) war die älteste römisch-katholische Missionszeitschrift in deutscher Sprache. Sie erschien von 1873 bis 1998 (ausgenommen 1939–1946). Sie wurde von den Jesuiten herausgegeben. Der Redaktionssitz war ab 1919 in Bonn. Verlegt wurde die Zeitschrift vom Verlag Herder (ausgenommen 1923–1938). Nachfolgerin der Katholischen Missionen war von 1999 bis 2022 die alle zwei Monate erscheinende Zeitschrift Forum Weltkirche.

## Geschichte

### Beginn im Exil
Am 12. August 1872 erhielt die Redaktion der 1864 gegründeten Jesuitenzeitschrift Stimmen aus Maria Laach (später: Stimmen der Zeit) von einem Leser ein Memorandum, in dem er vorschlug, eine zweite Zeitschrift herauszugeben mit Informationen über missionarische Entwicklungen in der Weltkirche. Die Redaktion griff die Anregung auf und entwickelte in Anlehnung an die 1869 vom Werk der Glaubensverbreitung in Lyon gegründete Wochenzeitschrift Les Missions Catholiques und in enger Zusammenarbeit mit dem Verlag Herder als neue Jesuitenzeitschrift Die Katholischen Missionen (KM). Das erste Heft erschien am 1. Juli 1873 im Exil in Tervuren (Belgien), da seit dem Jesuitengesetz vom 4. Juli 1872 alle Jesuitenniederlassungen im neu gegründeten deutschen Kaiserreich verboten waren. In den folgenden Jahren musste die Redaktion ihren Sitz durch die drei Benelux-Länder viermal verlegen: von Tervuren nach Blyenbeck 1879 und Exaten in Baexem (Gemeinde Leudal) 1895 (beide Niederlande), von dort nach Luxemburg 1899 und schließlich nach Valkenburg 1911 (wieder Niederlande), bis sie nach der Aufhebung des Jesuitengesetzes nach Deutschland zurückkehren konnte.

### Ziele und Inhalte
Die neue Zeitschrift wollte das Bewusstsein der deutschen Katholiken dafür schärfen, dass sie über die vielfältigen nationalen Probleme der Kirche (Erstes Vatikanisches Konzil, Entstehen des Altkatholizismus und andere) hinaus zu einer wachsenden Weltkirche gehörten. Sie berichtete auf hohem Niveau über die Tätigkeit der katholischen Missionare und ihre Einsatzgebiete, rief zu Spenden auf und motivierte zum Gebet. Die Berichterstattung beschränkte sich auf die früher so genannten Missionsländer in Afrika, Asien, Ozeanien und auf einzelne Missionsgebiete in Süd- und Nordamerika. In Redaktionsgemeinschaft mit den Stimmen aus Maria Laach unter der gemeinsamen Schriftleitung des bekannten Exegeten Rudolf Cornely SJ und in guter Zusammenarbeit mit der französischen Zeitschrift Les Missions Catholiques entwickelte sich die KM schnell und erreichte im ersten Jahr schon eine Auflage von rund 16.500 Exemplaren.
Cornely schrieb über Europa und Australien, Alexander Baumgartner SJ über Asien, Wilhelm Kreiten SJ über Afrika und Franz von Hummelauer SJ (1842–1914) über Amerika. Weitere Mitarbeiter von Rang waren Gerhard Schneemann SJ und Joseph Knabenbauer SJ (1839–1911), sowie ab 1916 der Franz-Xaver-Forscher und Indienspezialist Georg Schurhammer SJ (1882–1971).

### Publizistische Nebentätigkeit der Redaktion
Die Redakteure der KM waren von Anfang an auch nebenamtlich tätig, für Auskunft und Beratung, sowie für Veröffentlichungen in anderen Publikationen. Der zweite Schriftleiter, der Schweizer Jesuit Joseph Spillmann SJ erweiterte die Zeitschrift um eine Jugendbeilage, die er zu einer selbstständigen Reihe kleiner Bändchen mit dem Namen „Aus fernen Landen“ entwickelte. Sie enthielten – zum Teil romanhafte – Erzählungen aus Missions- und Kulturgeschichte der in der Zeitschrift behandelten Länder. Die volkstümliche Reihe fand großen Anklang und brachte es bis 1942 auf 40 Titel mit einer Gesamtauflage von 2 Millionen Exemplaren.
Der dritte Schriftleiter, Anton Huonder SJ, bekannt als „Altmeister der Missionswissenschaft“, schuf neben seiner redaktionellen Tätigkeit ab 1907 die Buchreihe „Missionsbibliothek“, die bis 1925 auf 15 Bände anwuchs. Sie erschien im Verlag Herder und enthält Abhandlungen über konkrete Probleme der Missionstätigkeit auf den sogenannten „Missionsfeldern“, auch missionsgeschichtliche Beiträge und praktische Handbücher für die Förderung der auswärtigen Mission in der „Heimat“.
Dazu gehörte auch der Ausbau der Redaktionsbibliothek zu einer öffentlich zugänglichen „Missionsbibliothek der Jesuiten“ mit Büchern und Zeitschriften auch aus Asien und Afrika, die sonst nicht zugänglich waren. Sie umfasste zum Schluss rund 40.000 Bände einschließlich der gebundenen Zeitschriften. In Bonn war sie in Zusammenarbeit mit der Universitätsbibliothek der Fernleihe angeschlossen. Für Professoren und Studenten der Universität war sie ein „Geheimtipp“.

### Rückkehr nach Deutschland
Nach der Aufhebung des Jesuitenverbotes 1917 konnte die KM-Redaktion nach Deutschland zurückkehren. Sie war inzwischen unabhängig von der Redaktion der Stimmen aus Maria Laach geworden, die bereits 1916 unter dem neuen Namen Stimmen der Zeit nach München umgezogen waren. Der KM-Redaktion wurde von der Ordensleitung das zurückerstattete Jesuitenhaus in Bonn als Sitz zugewiesen. 1919 zog sie aus Valkenburg dahin um und blieb in Bonn bis zu ihrer Auflösung 1998. Schriftleiter war Alfons Väth SJ, der 10 Jahre Missionar in Indien gewesen war. Die Zeitschrift selbst war durch die Kriegs- und Nachkriegszeit in ihrer Existenz gefährdet. Die einzelnen Hefte waren wegen der Papierknappheit dünn geworden. Die Inflation schwächte die finanzielle Basis der Zeitschrift. Die Auflage sank bis 1925 auf 5000, bis 1933 auf 3000 Exemplare. In dieser Situation schloss sich die KM-Redaktion enger an den Aachener Franziskus-Xaverius-Verein an, der 1922 zusammen mit dem Ludwig-Missionsverein in München zum deutschsprachigen Zweig des Päpstlichen Werkes der Glaubensverbreitung erhoben wurde. Die KM trug fortan den Untertitel „Illustrierte Monatsschrift des Vereins der Glaubensverbreitung in den Ländern deutscher Zunge. Herausgegeben von den Zentralleitungen in Aachen, München und Wien“. Sie musste sich vom Herder-Verlag trennen und erschien im Verlag des Xaverius Vereins. Der Inhalt wurde weiterhin unter Einbeziehung aller Missionen von der Jesuitenredaktion verantwortet.

### Verbot durch die Nationalsozialisten
Ab Januar 1938 sah sich die Redaktion zunehmend Beanstandungen aus dem Reichsministerium für Volksaufklärung und Propaganda ausgesetzt. So wird in einem Schreiben vom 27. April (gez. Dürr) an den Schriftleiter Adolf Heinen SJ (1897–1975) der Vorwurf erhoben, der Artikel über Kirche, Mission und Rasse sei „geradezu eine Sabotage am Werk des Führers“. Im August 1938 erfolgte das Verbot der Zeitschrift. Die Redaktion löste sich auf. Das Bonner Haus der Jesuiten, in dem sie ihren Sitz hatte, wurde konfisziert und im Krieg durch Bomben zerstört. Die Missionsbibliothek konnte durch rechtzeitige Auslagerung zu einem befreundeten Arzt in Bonn gerettet werden.

### Ein letzter Höhepunkt
Pater Josef Albert Otto SJ (1901–1981), der schon bis 1939 Mitglied der Redaktion gewesen war, setzte sich ab 1945 als Schriftleiter für die Wiederherstellung der Zeitschrift ein. Er arbeitete zunächst in den Ruinen des alten Hauses, erreichte bis 1952 einen Neubau des Bonner Jesuitenhauses, in dem die neu aufgestellte Redaktion und die bis zum Verbot auf 15.000 Bücher angewachsene Missionsbibliothek Platz fanden. Nach intensiven Verhandlungen wurde die KM wieder vom Verlag Herder übernommen. Der Priestermissionsbund adoptierte sie als Mitgliedsgabe für Priester und pastorale Mitarbeiter und das Päpstliche Werk der Glaubensverbreitung (später Missio) bot sie wieder als Alternative zu seiner eigenen Mitgliederzeitschrift Weltmission an.
Inhaltlich standen ganz neue Themen zur Behandlung an, so das Schlagwort „Deutschland Missionsland“ oder die rechte Zuordnung von Glaubensverkündigung und sozialer Entwicklung, von „Kirchenpflanzung“, Inkulturation, Dialog, Ökumene und schließlich das Missionsverständnis des Zweiten Vatikanischen Konzils. Die Beschränkung der Berichterstattung auf die „Missionsgebiete“ in Afrika, Asien und Ozeanien wurde beibehalten. Der Stoff wurde aufgeteilt in die Rubriken: Aktuelle Informationen, Thematische Artikel, Länderberichte, Buchbesprechungen und Abdruck wichtiger Dokumente. Die thematischen Beiträge wurden grundsätzlich von Autoren in den betreffenden Ländern angefordert. Alle anderen Beiträge, vor allem die Länderberichte, schrieben die Mitglieder der Redaktion, die je für einen geographischen Bereich verantwortlich waren, so für Afrika J.A. Schweizer SJ und W. Hoffmann SJ, für Südasien Ludwig Wiedenmann SJ, für Südostasien, Ostasien und Ozeanien W. Hunger SJ und F. Hamma SJ. Ihre Informationen bezogen sie aus Reisen in „ihre“ Gebiete, durch Korrespondenz, Besucher, Gespräche, Nachrichtendienste usw. In wöchentlichen Redaktionskonferenzen wurden die einzelnen Hefte geplant.
Die Zeitschrift erschien wieder ab 1947 zunächst in einzelnen Heften, ab 1948 zweimonatlich mit einer Startauflage von 20.000 Exemplaren. Die Höchstauflage erreichte sie 1968 mit 86.000 Exemplaren.
Die Redaktion nahm auch ihre Tätigkeiten neben der Zeitschrift wieder auf. Sie wurde wieder zur Auskunfts- und Beratungsstelle in weltkirchlichen Fragen. Die einzelnen Redakteure hielten Vorträge, publizierten auch in anderen Organen. Hinzu kamen Gottesdienste und Predigten an den sog. Missio-Sonntagen in den Gemeinden. Dort wurde auch für den Bezug der KM geworben. Der Schriftleiter hielt in der Universität Innsbruck und der Philosophisch-Theologischen Hochschule St. Georgen in Frankfurt Blockvorlesungen bzw. ein Seminar über das Missionsverständnis des Konzils. Er nahm an der Weltmissionskonferenz 1968 in Uppsala teil und wurde zum Verbindungsmann zwischen dem Katholischen und Evangelischen Missionsrat in Deutschland. Zu einer besonderen zusätzlichen Tätigkeit verpflichtete er sich auf Einladung des Präsidenten von missio in Aachen. Er übernahm 1968 die Leitung der Hauptabteilung Bewusstseinsbildung von Missio und von 1973 bis 1988 die Leitung des Missionswissenschaftlichen Instituts Missio, beide Tätigkeiten – in Bonn und Aachen – in Teilzeit.

### Das Ende
Die KM waren immer eine Jesuitenzeitschrift. Im letzten Jahrzehnt ihrer Existenz zeichnete sich ab, dass der Orden wegen Personalmangels den Fortbestand der Redaktion nicht mehr garantieren konnte. Ende 1997 fiel der Beschluss, die Zeitschrift aufzugeben. Das letzte Heft war Heft 3 (Mai/Juni) 1998, 125 Jahre nach der Gründung der KM. Die Redaktion wurde aufgelöst, das KM-Archiv dem allgemeinen Archiv der Deutschen Jesuitenprovinz in München, das Bildarchiv dem Völkerkundemuseum in Frankfurt am Main übergeben, die Missionsbibliothek mit der Bibliothek von missio Aachen unter dem Namen MIKADO zusammengeführt, das Paulushaus der Jesuiten, Sitz der Redaktion in Bonn, wurde verkauft.

### Schriftleiter
- 1873–1880: Karl Cornely
- 1880–1902: Joseph Spillmann
- 1902–1912, 1916–1918: Anton Huonder
- 1912–1916, 1925–1933: Bernard Arens
- 1918–1925: Alfons Väth
- 1933–1938: Adolf Heinen
- 1945–1969: Joseph Albert Otto
- 1969–1998: Ludwig Wiedenmann

## „Forum Weltkirche“ als Nachfolgezeitschrift
Nach einem kurzen Zwischenspiel gründete der Verlag Herder zusammen mit missio Aachen als Nachfolgerin der Katholischen Missionen die Zweimonatszeitschrift Forum Weltkirche, die ab 1999 erschien. Mit dem Ende ihres 24. Jahrgangs wurde auch Forum Weltkirche Ende 2022 eingestellt. Seitens des Verlags Herder wurde Forum Weltkirche zuletzt von Stefan Orth betreut.